# 北京法政大学
国立北京法政大学，常简称为北京法政大学，是一所已不存在的大学。北京法政大学的前身是1912年由京师法律学堂、京师法政学堂，以及京师财政学堂三校合并成立的“北京法政专门学校”。1923年北京法政专门学校改变学制、升格为北京法政大学。1927年8月，国立北京法政大学与另外八所院校合并为京师大学校，成为京师大学校的一部分。1952年院系调整中，并入北京政法学院（今中国政法大学）。

## 历史

### 北京法政专门学校
北京法政大学的前身北京法政专门学校成立于1912年，由京师法律学堂（1906年设立，是中国第一所官办法律学堂）、京师法政学堂（1906年设立），以及京师财政学堂（1909年设立）三校合并而成。北京法政专门学校建校之初分为政治、法律、经济三科，首任校长是邵章。1914年，中华民国教育部命令停办的“高等筹边学校”并入该校、北京法政专门学校增设边政本科班。1915年，因邵章升任平政院评事，北京法政专门学校校长一职由周兆沅接任。
周兆沅曾在日本明治大学法学部留学。在他担任北京法政专门学校校长期间，北京法政专门学校的师资力量得到充实，为日后升格为北京法政大学打下了基础。当时的北京法政专门学校是民初法政专门学校中较为出色的一所。在周兆沅之后，饶孟任与吴家驹又先后出任北京法政专门学校校长。

### 北京法政大学
1923年，因中华民国政府放宽设立大学的要求，北京法政专门学校改变学制、升格为大学，并更名为北京法政大学，校长一职由日本早稻田大学毕业的江庸出任。1926年秋，停办的国立北京中俄大学并入北京法政大学、北京法政大学增设俄文法政学这一学科。
1927年，进入北京执掌国政的张作霖任命刘哲为教育总长。1927年8月，刘哲将包括北京法政大学在内的9所国立大学合并改组为京师大学校，校长由刘哲本人兼任。自此北京法政大学成为京师大学校（国立北平大学前身）的一部分。后来的国立北平大学法学院是以北京法政大学为基础成立的。1952年院系调整中，原北大法学院并入北京政法学院（今中国政法大学）。

## 校址
北京法政大学的校址共有三处。其中两处校址位于宣内国会街，一处校址位于西城李阁老胡同。